# انگلیسی نو نخستین

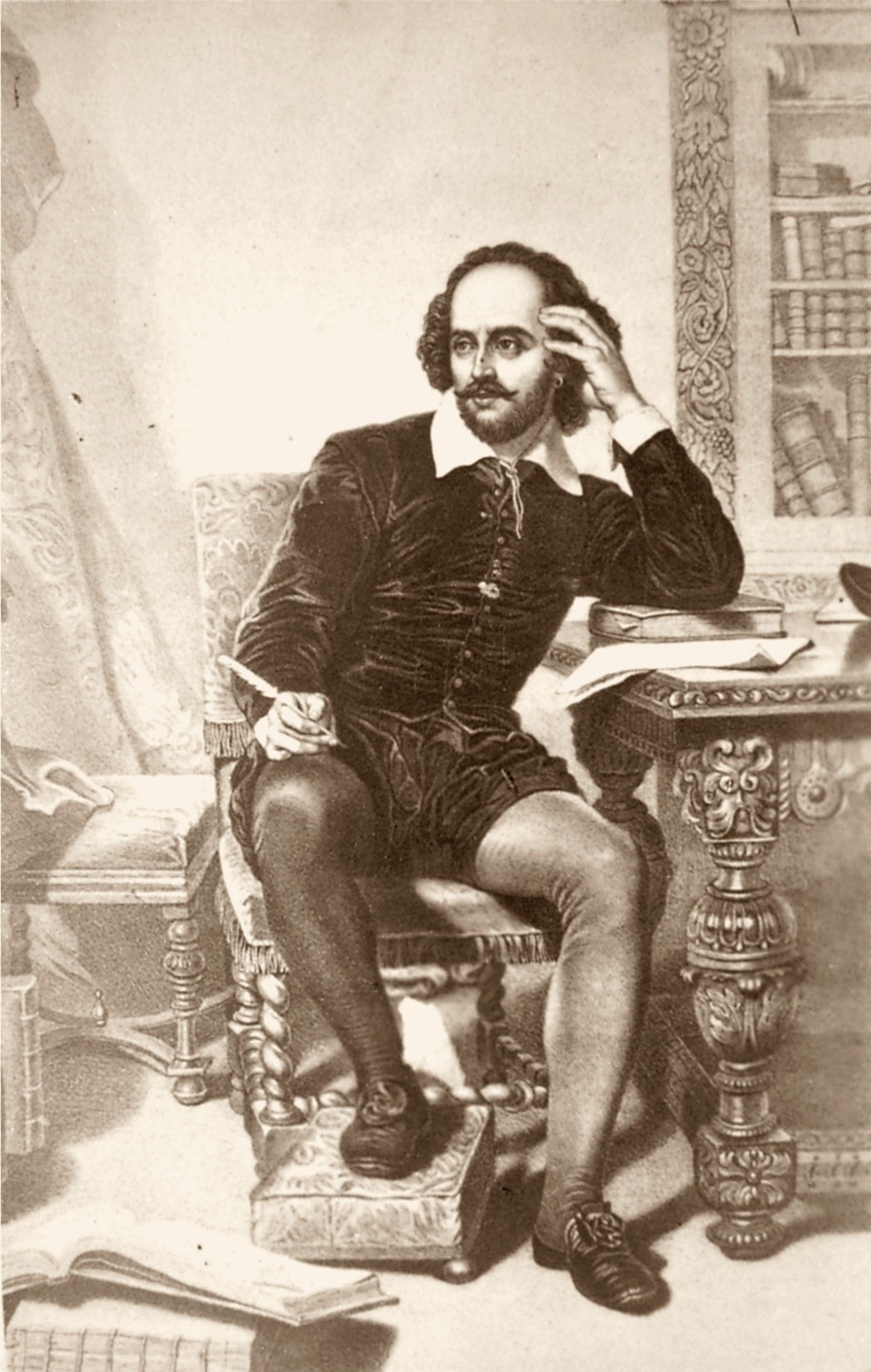
ویلیام شکسپیر، شاعر و نمایشنامه‌نویس برجسته انگلیسی

انگلیسی نو نخستین یا انگلیسی نو اولیه (به انگلیسی: Early Modern English)، سطحی از زبان انگلیسی است که در انگلستان و سایر مناطق امپراتوری بریتانیا از آغاز دوره تودور تا حکومت موقت و بازگردانی پادشاهی رایج بود. انگلیسی نو نخستین زبان گذار میان انگلیسی میانه (رایج در قرن پانزدهم) و انگلیسی نو (رایج در میانه تا اواخر قرن هفدهم) است.
پیش و پس از آغاز پادشاهی شاه جیمز یکم در سال ۱۶۰۳، انگلیسی معیار نوظهور تأثیر خود را بر گفتار و نوشتار اسکاتس میانه رایج در اسکاتلند گذاشت.
کنوانسیون‌های دستوری و املائی انگلیسی ادبی در اواخر قرن شانزدهم و قرن هفدهم هنوز هم در انگلیسی معیار نوین بسیار تأثیرگذار هستند. بیشتر گویشوران انگلیسی نوین می‌توانند متون نوشته‌شده در اواخر دوره انگلیسی نو نخستین، مانند نسخهٔ شاه جیمز و آثار ویلیام شکسپیر را بخوانند و این آثار انگلیسی نو را بسیار تحت تأثیر قرار داده‌اند.